# Google Alerts
Google Alerts — служба обнаружения и уведомления об изменении контента, предлагаемая поисковой системой Google. Служба отправляет пользователю сообщения по электронной почте, когда находит новые результаты, такие как веб-страницы, газетные статьи, блоги или научные исследования, которые соответствуют поисковым запросам пользователя. В 2003 году Google запустил Google Alerts, которые были результатом усилий Нага Катару. Его имя есть на трех патентах для Google Alerts.
Google сообщила, что система не работает должным образом по состоянию на 2013 год: «У нас возникли некоторые проблемы — предупреждения были не такими всеобъемлющими, как хотелось бы». Однако служба по-прежнему функционирует и полностью доступна во всем мире. Google Alerts по-прежнему сталкивается с критическими проблемами производительности и временной региональной недоступностью, но техническая поддержка Google успешно решает проблемы, о которых сообщают пользователи на официальном форуме.